# Hetman Zamość
Hetman Zamość – klub piłkarski z siedzibą w Zamościu, założony 14 kwietnia 1934 roku. Przez 11 lat klub występował na drugim poziomie rozgrywkowym.

## Historia
Chronologia nazw:

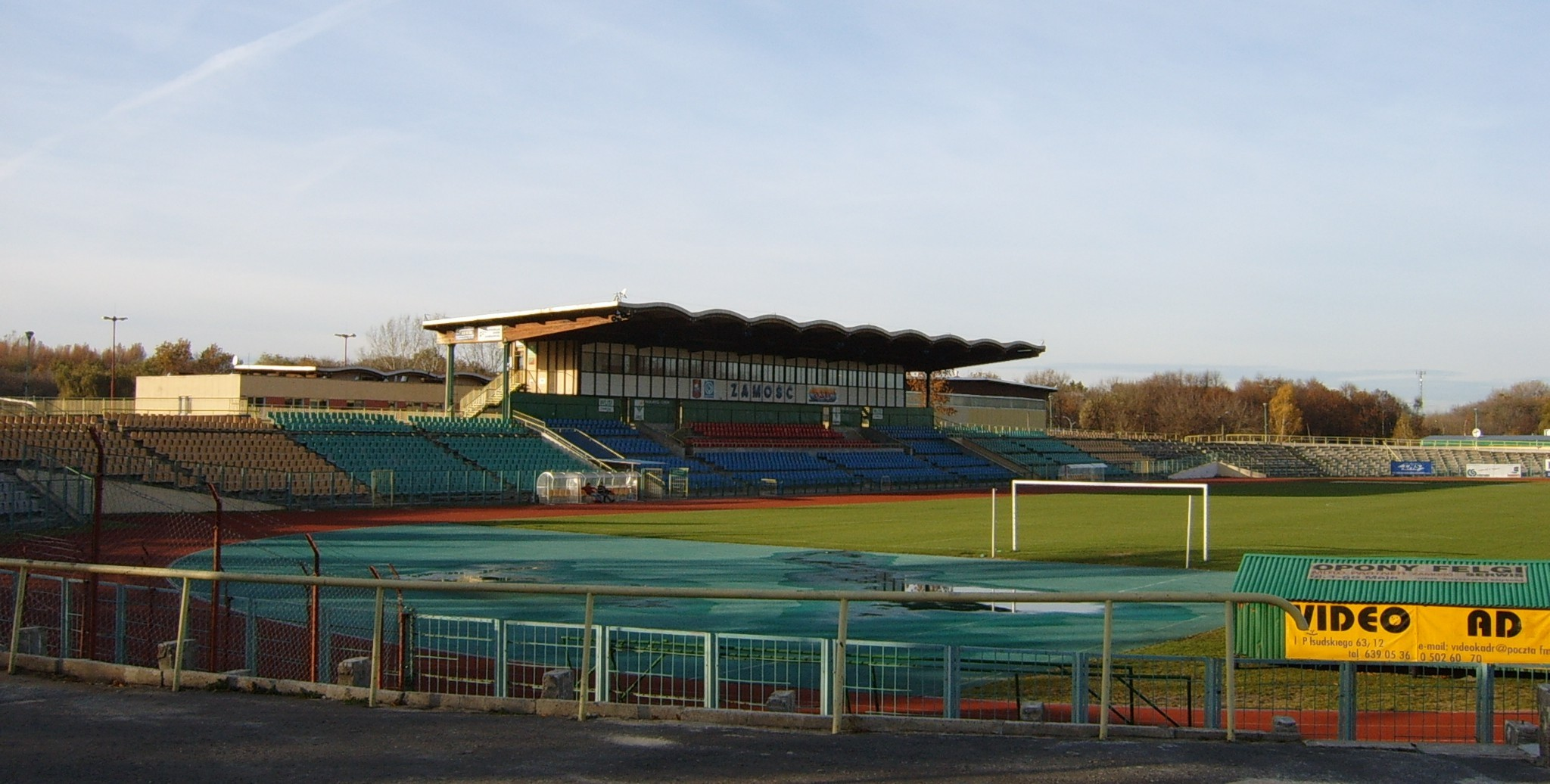
Stadion OSiR

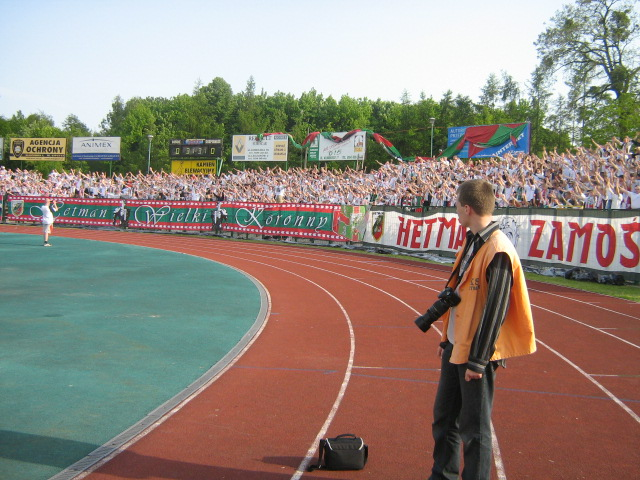
Doping kibiców Hetmana

- 1934: K.S.Z.S. [Klub Sportowy Związku Strzeleckiego] Strzelec Zamość
- 1935: K.S.Z.S. Hetman Zamość
- 1939: działalność klubu zawieszona
- 11.10.1944: K.S. [Klub Sportowy] Sparta Zamość
- 1950: ZS [Zwiazek Sportowy] Sparta-Unia Zamość – po fuzji z Zamojskim KS (d. Piast Zamość)
- 1951: KS Unia Zamość
- 1956: MZKS [Międzyzakładowy Klub Sportowy] Hetman Zamość
- 1968: CWKS [Cywilno-Wojskowy Klub Sportowy] Hetman Zamość – po fuzji z Technikiem[4]
- 1991: KS Hetman – Kadex Zamość
- 1993: KS Hetman Zamość
- 2010: klub rozwiązano
- 2015: KS Hetman Zamość

Hetman rozpoczął rozgrywki piłkarskie od 1934 roku w klasie C. Zajął wtedy 1. miejsce i awansował do klasy B. Dwa lata później klub wywalczył miejsce w klasie A, grając w niej od 1936 do 1954 roku. Lata 1956–1970 to rywalizacja Hetmana w lidze okręgowej, w 1970 zaliczył kolejny sezon w III lidze i w 1972 kolejny w IV. Od 1973–1975 grał w lidze wojewódzkiej. Kolejny sezon to gra w lidze M-W w latach 75/76 (jeden sezon), a 1976–1977 to rozgrywki w lidze zamojsko-chełmskiej okręgówki. Rok 1987 to kolejny sezon w III lidze, do spadku do ligi międzyokręgowej.
1980/1981 to zamojsko–chełmska liga okręgowa. Lata 81/82 to sezon, który zalicza się do ligi wojewódzkiej. Od 1982 do 1992 Hetman grał w lidze III. Lata 1992–2003 był "złotym okresem" klubu. W 2003 Hetman spadł do III ligi; pięć lat później awansował do II ligi, w której grał do sezonu 2009/2010, kiedy zakończył swój udział w rozgrywkach. W sezonie 2009/2010, 16 marca 2010, klub postanowił wycofać się z rozgrywek tuż przed rundą wiosenną z powodów finansowych i kadrowych. 

## Stadion Hetmana
- Stadion OSIR
- wymiary 102 m x 66 m
- pojemność: 7600

Pierwsza drużyna Hetmana rozgrywa mecze ligowe na stadionie Ośrodka Sportu i Rekreacji w Zamościu. Stadion położony jest przy parku miejskim, w odległości 300 m od Starego Miasta i 400 m od dworca kolejowego. W 2023 rozpoczęła się przebudowa stadionu.
Drużyna rezerw rozgrywała mecze ligowe na boisku za Rotundą, wchodzącym w skład bazy treningowej klubu. Baza za Rotundą – kompleks pięciu pełnowymiarowych boisk trawiastych – położona jest w pobliżu zalewu miejskiego oraz Rotundy, ok. 2 km od starówki.  

## Statystyki
| - 1934 – 1. miejsce w klasie C - 1935 – 1. miejsce w klasie B - 1936-39, 1946–54 – klasa A - 1955 – III liga - 1956-1970 – klasa okręgowa - 1970-1972 – III liga - 1972/73 – klasa okręgowa - 1973-1975 – liga wojewódzka - 1975/76 – liga M-W - 1976/77 – zamojsko-chełmska liga okręgowa - 1977-79 – III liga - 1979/80 – liga międzyokręgowa - 1980/81 – zamojsko-chełmska liga okręgowa - 1981/82 – liga wojewódzka - 1982-1992 – III liga - 1992-2003 – II liga - 2003-2008 – III liga - 2008-2010 – II liga - 2010-2011 – klasa A - 2011-2012 – klasa okręgowa - 2012-2013 – IV liga - 2013-2014 – III liga - 2014-2015 – IV liga - 2015-2016 – III liga - 2016-2019 – IV liga - 2019-2021 – III liga - 2021-2022 – IV liga - 2022-2024 – klasa okręgowa - od 2024 – IV liga |  | - 1992/1993 – 11. - 1993/1994 – 9. - 1994/1995 – 8. - 1995/1996 – 14. - 1996/1997 – 14. - 1997/1998 – 13. - 1998/1999 – 7. - 1999/2000 – 15. - 2000/2001 – 13. - 2001/2002 – 7. - 2002/2003 – 17. - 2008/2009 – 13. - 2009/2010 – 18. |  | - 1970/1971 – 9. - 1971/1972 – 16. - 1977/1978 – 11. - 1978/1979 – 11. - 1982/1983 – 6. - 1983/1984 – 8. - 1984/1985 – 5. - 1985/1986 – 11. - 1986/1987 – 7. - 1987/1988 – 10. - 1988/1989 – 7. - 1989/1990 – 6. - 1990/1991 – 6. - 1991/1992 – 1. - 2003/2004 – 7. - 2004/2005 – 8. - 2005/2006 – 11. - 2006/2007 – 11. - 2007/2008 – 2. |  | - 1994 – Ćwierćfinał PP - 1997 – Ćwierćfinał PP - 2009 – 1/16 Finału Remes Cup - 2000/2001 – IV runda PL - 2001/2002 – IV runda PL |